# Apogon quadrifasciatus
Apogon quadrifasciatus är en fiskart som beskrevs av Cuvier 1828. Apogon quadrifasciatus ingår i släktet Apogon och familjen Apogonidae. Inga underarter finns listade i Catalogue of Life.